# Verklighetens folk
Verklighetens folk är ett begrepp ursprungligen myntat av det politiska partiet Ny demokrati,  som konsekvent använde benämningen för sig själva och sina anhängare. Den kristdemokratiske partiledaren tillika socialministern Göran Hägglund nylanserade begreppet under sitt sommartal under Almedalsveckan 2009. 
Begreppet och dess innebörd förklarade Hägglund senare mer djupgående i en debattartikel i Dagens Nyheter den 17 september samma år. Hägglund beskrev både i sitt sommartal och i debattartikeln att han ansåg att det i Sverige fanns en allt starkare växande vänsterinriktad kulturelit som hade radikalt skilda åsikter jämfört med vanliga människor, "verklighetens folk". Hägglund menade att de åsikter som fördes fram på landets kultursidor och i annan media inte skildrade den grundläggande samhällssyn som verklighetens folk besatt och att man från elitens sida ständigt sökte förtrycka, förneka och förlöjliga de åsikter som inte gillades av kultureliten.

## Mottagande
Hägglunds utspel gav upphov till en debatt om det verkligen existerade en skillnad mellan verklighetens folk och den av honom påstådda kultureliten. Begreppet verklighetens folk bemöttes på många kulturredaktioner med misstro och bland andra Helle Klein och Anders Johansson frågade retoriskt vilka som var verklighetens folk och även vilka som då var "overklighetens folk". Begreppet gavs av vissa kritiker i det närmaste en förlöjligad innebörd och bland andra Anders Johansson anklagade Hägglund för populism.

## Varumärket "Verklighetens folk"
Kristdemokraterna har varumärkesskydd för begreppet Verklighetens folk. När Socialdemokraterna sökte varumärkesskydd för begreppet Nordiska modellen fick man avslag hos Patent- och registreringsverket två gånger, men när man refererade till att Kristdemokraterna fått Verklighetens folk accepterat blev ansökan godkänd.